# Szu (kana)
A hiragana す, katakana ス, Hepburn-átírással: su, magyaros átírással: szu japán kana. A hiragana a 寸 kandzsiból származik, a katakana pedig a 須 kandzsiból. A godzsúonban (a kanák sorrendje, kb. „ábécérend”) a 13. helyen áll. A す Unicode kódja U+3059, a ス kódja U+30B9. A dakutennel módosított alakok (hiragana ず, katakana ズ) átírása zu, kiejtése [zu͍].
|            | Hepburn és magyaros | Hiragana (Unicode) | Katakana    |
| ---------- | ------------------- | ------------------ | ----------- |
| Alapalak   | su szu              | す (U+3059)        | ス (U+30B9) |
| Dakutennel | zu                  | ず (U+305A)        | ズ (U+30BA) |

## Vonássorrend
|  |  |
|  |  |